# Melancholia (film din 2011)
Melancolia (2011) este un film științifico-fantastic - dramă scris și regizat de Lars von Trier. În film interpretează actorii Kirsten Dunst, Charlotte Gainsbourg și Kiefer Sutherland. Povestea este despre două surori și, curând după nunta uneia dintre ele, Pământul este pe cale să se lovească cu o planetă interstelară numită Melancolia. În film este folosit preludiul din opera Tristan și Isolda de Richard Wagner.

## Distribuție
- Kirsten Dunst - Justine
- Charlotte Gainsbourg - Claire
- Alexander Skarsgård   Michael
- Kiefer Sutherland - John, Claire's husband
- Cameron Spurr  - Leo
- Charlotte Rampling -  Gaby, Justine and Claire's mother
- John Hurt - Dexter, Justine and Claire's father
- Jesper Christensen - Little Father, The Butler
- Stellan Skarsgård -  Jack, Justine's boss
- Brady Corbet - Tim
- Udo Kier - The Wedding Planner